# Ndéma
Ndéma (ou N'Dema) est une ville et une sous-préfecture de Guinée, rattachée à la préfecture de Dabola et à la région de Faranah. Ndema est la plus grande sous-préfecture de la Guinée, située au centre du pays.

## Population
En 2016, le nombre d'habitants est estimé à 17 606.